# Centro (Nova Iguaçu)
O Centro é um bairro do município brasileiro de Nova Iguaçu. Está situado na Região Central deste município, é capital da URG Centro, do Setor de Planejamento Integrado do Nordeste e sede do Governo de Nova Iguaçu. É o centro geográfico, político, econômico, sociocultural e administrativo do município, e exerce forte influência sobre todos os outros bairros. Possui os melhores indicadores de qualidade de vida: IDH, Taxa de alfabetização, Expectativa de Vida, além de ser o bairro que mais conta com serviços como saúde, empregos, educação e saneamento básico, e de lazer como praças, parques, shoppings, passeios, cinemas, teatros etc.
Localiza-se a uma latitude de  22°45'34" sul e a uma longitude de  43°27'00" oeste, estando a uma altitude de 25 metros. Sua população, 25 806 habitantes (Censo 2022), está distribuída em 3,5247 km², perfazendo assim uma densidade demográfica de 8 190 hab/km². Ainda segundo o Censo 2022, o número de domicílios no Centro é 13 455 e a taxa de alfabetização é 96,5%.

## Geografia

### Localização
O Centro apresenta-se geograficamente limitado pelos seguintes bairros: Moquetá e Rancho Novo, a norte; Jardim Tropical e Califórnia, a nordeste; Vila Nova, a leste; K-11, a sudeste; Bairro da Luz, a oeste; e Chacrinha, a noroeste.
Longitudinalmente, apresenta uma extensão máxima de 3 km e transversalmente 2,3 km, perfazendo uma área de 3,5247 km², que o coloca como o 21º maior de um total de 69 bairros.

### Delimitação
001 – BAIRRO CENTRO - Começa no encontro da Rua Dr. Barros Júnior com a BR116 - Rod. Presidente Dutra. O limite segue pelo eixo da BR116 – Rod. Presidente Dutra até a Rua Frederico de Castro Pereira (antiga Rua do Encanamento), segue por esta (incluída) até a Rua Áurea Fonseca de Jesus, segue por esta (excluída) até a Rua Oscar Soares (trecho da antiga Estr. Dr. Plínio Casado), segue por esta (incluída) até a Via Light, segue pelo eixo desta, até a Divisa municipal com o Município de Mesquita – Lei n.º 3253, de 25 de setembro de 1999, segue por esta divisa até o Ramal Ferroviário de Passageiros da Flumitrens, segue pelo eixo desta até o prolongamento da Rua Lopes Trovão, segue por esta e por seu prolongamento (incluída) até a Cota Altimétrica de 100 metros, segue por esta cota até a Linha delimitadora do Loteamento Jardim São João (PAL 46/51), segue por esta linha delimitadora até o seu encontro com a Rua Maria Heloísa Gomes Rosas, segue por esta (incluída) até a Av. Abílio Augusto Távora, segue por esta (incluída) até a Rua Salgado Filho, segue por esta (incluída) até a Rua Dr. Mauro Arruda, segue por esta (incluída) até a Rua Vereador Alcebíades Soares de Melo (antiga Trv. do Bananal), segue por esta (excluída) até a Av. Dr. Mário Guimarães, segue por esta (incluída) até a Rua Monteiro Lobato, segue por esta e por seu prolongamento (excluída) até o Ramal Ferroviário de Passageiros da Flumitrens, segue pelo eixo desta até o prolongamento da Rua Gal. Rondon, segue por esta (incluída) até a Via Light, segue pelo eixo desta até a Av. Governador Roberto Silveira, segue por esta (incluída) até a Rua José Alves Pereira, segue por esta (excluída) até a Rua Sinuosa, segue por esta (incluída) a Rua Antônio Willmann, segue por esta (excluída) até a Rua Telles Bittencourt, segue por esta (incluída) até a Rua Terezinha Pinto, segue por esta (incluída) até a Rua Dr. Barros Júnior, segue por esta (incluída) até o ponto inicial desta descrição.

### Hidrografia
A hidrografia do Centro é composta pelo Rio Maxambomba, canalizado sob as vias da cidade e que corre em direção ao Rio Botas. O Canal da Via Light recolhe todo o esgoto e águas pluviais do bairro e despeja-os no Rio da Luz.

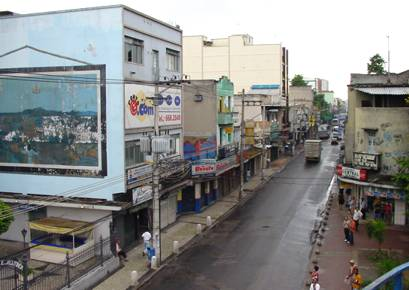
Centro de Nova Iguaçu.

### Transportes
O transporte público em Nova Iguaçu é bastante utilizado para algumas cidades e bairros de municípios próximos (como Duque de Caxias,Belford Roxo, Mesquita, Nilópolis, Queimados e etc.). As linhas municipais são operadas pelas empresas Linave, Mirante, Glória, Brazinha, Auto Viação Vera Cruz e Viação São José, mantendo o ponto final de cada linha na Avenida Marechal Floriano Peixoto ou na Rua Coronel Bernardino de Melo. Recentemente houve uma concessão dos serviços de transporte de ônibus passando este a dois consórcios:Reserva do Tinguá e Serra do Vulcão. Com a licitação algumas empresas de ônibus não puderam continuar operando como as empresas Salutran e Niturvia. O Centro também é acessível pela Estação "Nova Iguaçu" pertencente ao sistema de trens urbanos da Supervia.

### Comércio
O Centro de Nova Iguaçu é considerado a quarta maior centralidade do estado do Rio de Janeiro atrás apenas do bairro da Barra da Tijuca na Zona Oeste da capital fluminense. [carece de fontes?]
O centro comercial existente no bairro, apelidado de “Calçadão” é o quarto maior polo comercial do Estado. [carece de fontes?] Em 2003, sofreu um projeto de revitalização chamado “Shopping a Céu Aberto”, que revitalizou dezessete ruas e três praças numa área de 400 mil m².

### Área Nobre
Nova Iguaçu é a cidade com a maior concentração de classe média da Baixada Fluminense e a quarta maior do estado.  A região tem sido objeto de grande especulação imobiliário e investimentos no setor da construção civil principalmente na área central do município.